# Karminnasenratten
Die Karminnasenratten (Bibimys) sind eine in Südamerika lebende Nagetiergattung aus der Gruppe der Neuweltmäuse mit drei Arten.
Mit dem wissenschaftlichen Gattungsnamen ehrte der Zoologe Elio Massoia seine Tochter Bibiana.
Diese Nagetiere erreichen eine Kopfrumpflänge von 8 bis 10 Zentimetern, der Schwanz wird 6 bis 8 Zentimeter lang und das Gewicht beträgt 23 bis 34 Gramm. Ihr Fell ist an der Oberseite dunkelbraun gefärbt und weist einen schwarzen Aalstrich auf, der Bauch und die Füße sind hellgrau gefärbt. Der Kopf ist relativ massiv gebaut, namensgebendes Merkmal ist die rot gefärbte Nase.
Karminnasenratten sind im mittleren Brasilien und im nordöstlichen Argentinien beheimatet, wo sie Grasländer und Savannen bewohnen. Es sind bodenbewohnende Tiere, die auch teilweise in der Erde graben. Sie sind nachtaktiv und ernähren sich von Gräsern und Samen.
Es sind drei Arten bekannt, wobei die Abgrenzung zwischen den einzelnen Arten ungesichert ist:
- Bibimys chacoensis ist im nordöstlichen Argentinien beheimatet.
- Bibimys labiosus ist nur aus dem zentralen Brasilien bekannt.
- Bibimys torresi bewohnt das östliche Argentinien.

Die Karminnasenratten sind vermutlich eng mit Scapteromys und den Südamerikanischen Riesenratten (Kunsia) verwandt, sind aber deutlich kleiner als diese.